# Yorick (linguagem de programação)
Yorick é uma linguagem de programação interpretada para simulações científicas e cálculos, (postprocessing) e (steering) de grandes códigos de simulação, gráficos científicos interativos, leitura, escrita, e tradução de grandes arquivos ou números. 

## Características
Yorick inclui um pacote interativo de gráficos, e um pacote de arquivos binários capazes de traduzir para formatos numéricos (raw) de todos os computadores modernos. É escrito em ANSI C e funciona na maioria dos sistemas operacionais (sistemas nix, Windows, MacOS).
Yorick tem uma sintaxe compacta, similar à C, mas com operadores do tipo array. É fácilmente expansível através de conexões dinâmicas de bibliotecas de C, permite manipulação eficiente de arrays de tamanho/dimensão arbitrários grande capacidade gráfica.